# Perizoma corticeata
Perizoma corticeata là một loài bướm đêm trong họ Geometridae.